# Фасил-Гебби
Фасил-Гебби — крепость города Гондэр в эфиопском регионе Амхара. В XVI—XVII веках крепость служила резиденцией императора Эфиопии Фасилидаса и его преемников.
Старый город-крепость окружён 900-метровой стеной, за которой расположены дворцы, церкви, монастыри и уникальные общественные и частные здания. Архитектура строений несёт отпечатки индийского и арабского стилей. Позже здания были изменены в стиле барокко, который появился в Гондэре благодаря миссионерам-иезуитам.
В 1979 году Фассил-Гебби был внесён в список Всемирного наследия ЮНЕСКО.

## История и строение
Гондэр был основан императором Фасилидасом в 1632 году. В 1704 году произошло землетрясение, сильно повредившее крепость. В XIX веке бывшую резиденцию королей разграбили суданские махдисты. В период оккупации Италией Восточной Африки была произведена неудачная реставрация[уточнить]. В 1941 году строения использовались для расквартирования верховного командования армии Муссолини, и крепость пострадала при налётах британской авиации. Крепость была закрыта[когда?] для доступа публики на 11 лет, в ходе которых ЮНЕСКО производила реставрацию памятников. Достопримечательность вновь открылась в 2005 году.
Основные строения комплекса — крепость Фасилидаса и дворец Иясу Великого (правил 1682—1706 гг.) Дворец Бакаффа, служивший резиденцией императора с 1721 по 1730 год, также помнит правление королевы Ментавеб, слывшей своей красотой. К северо-западу от города на реке Каха располагаются банные палаты, иногда также приписываемые Фасилидасу.

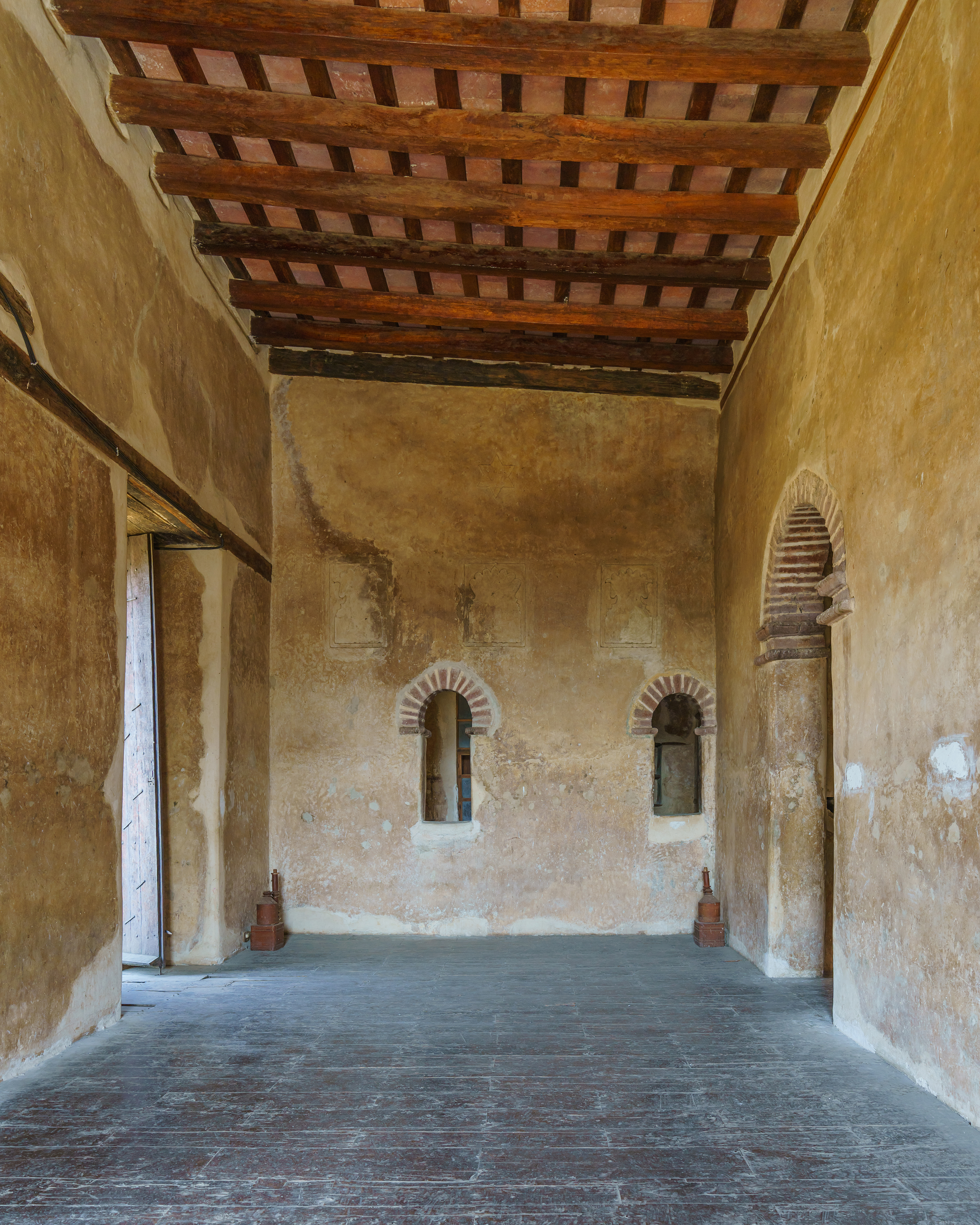
Интерьер дворца Фасилидаса
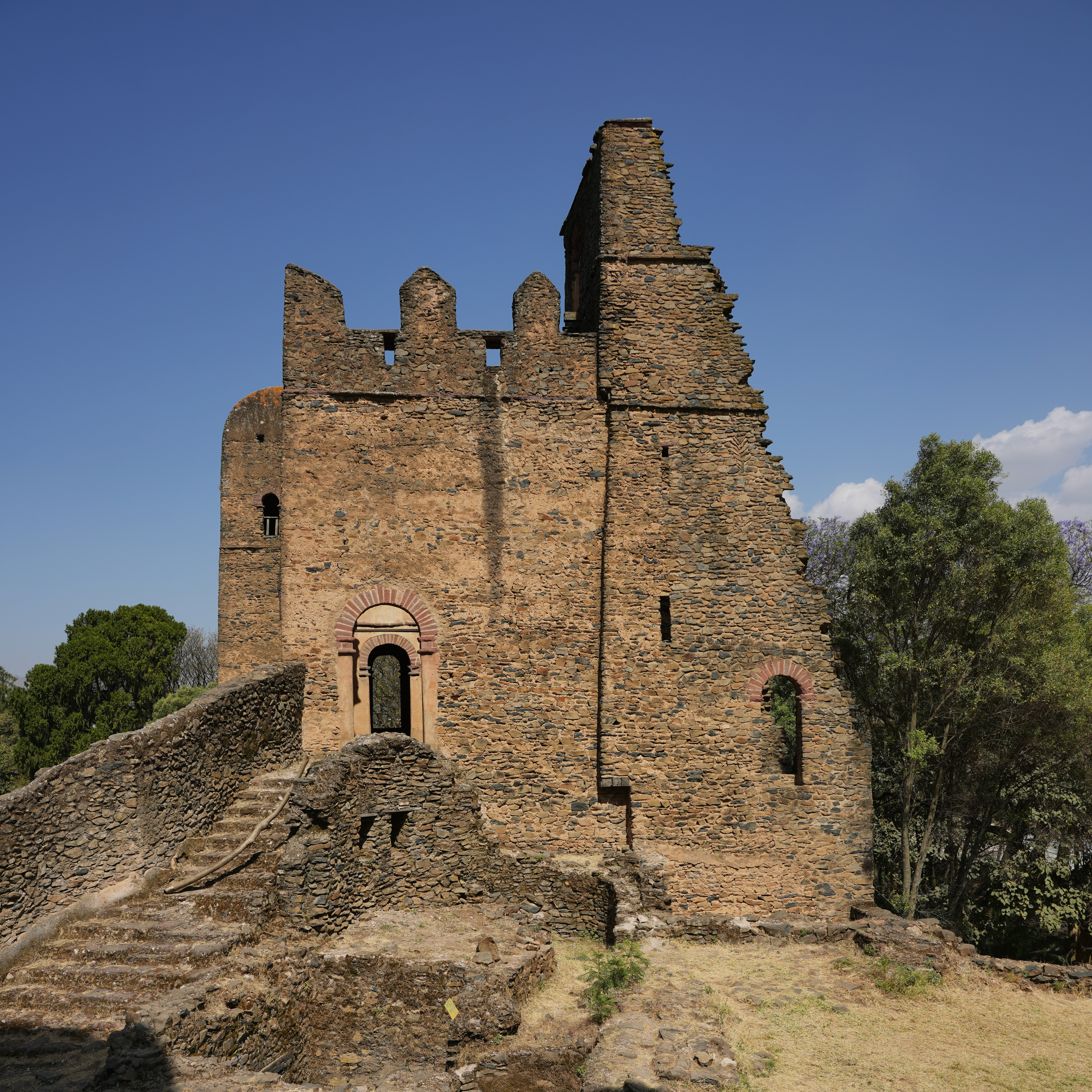
Дворец Иясу
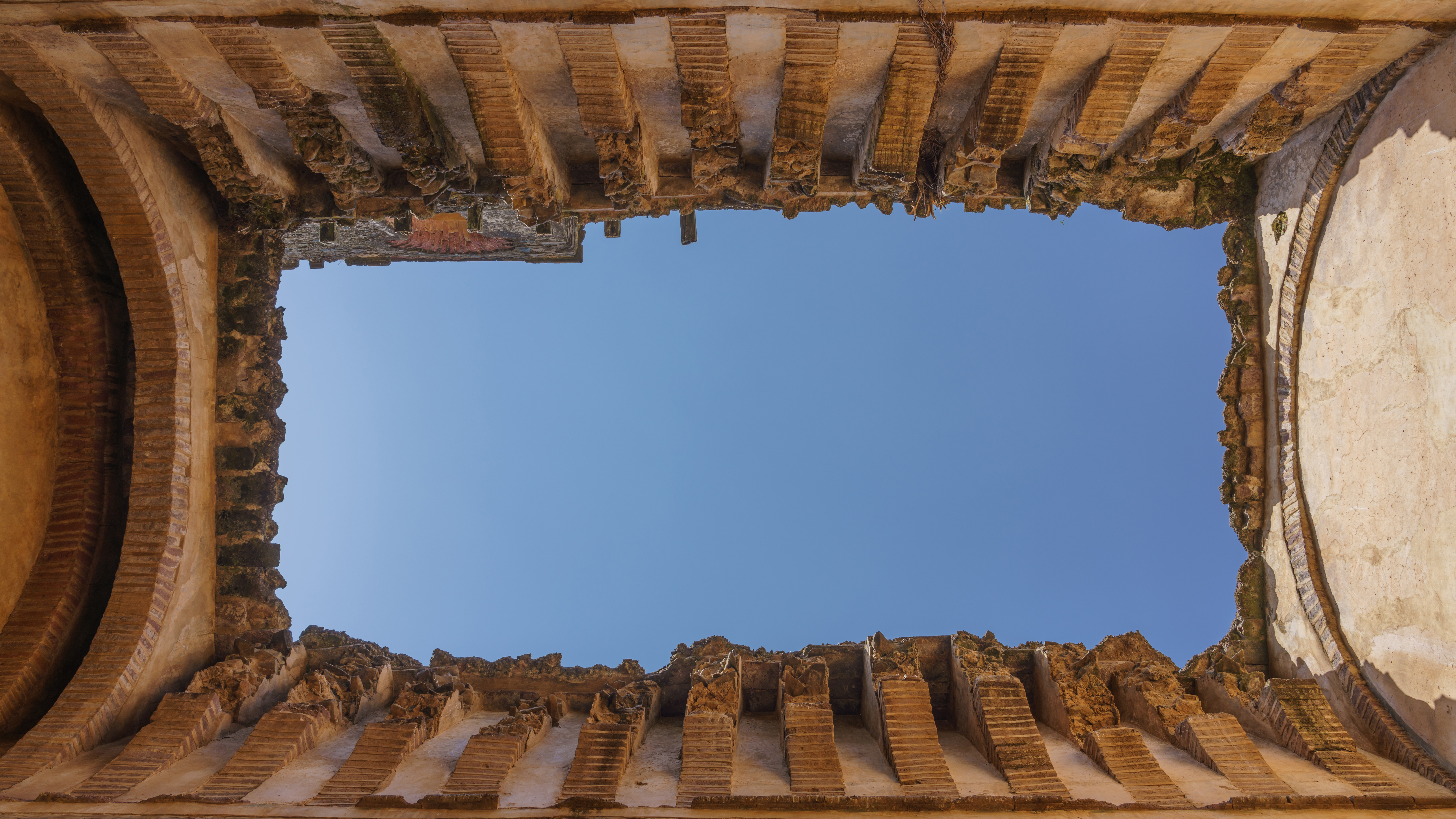
Дворец Иясу
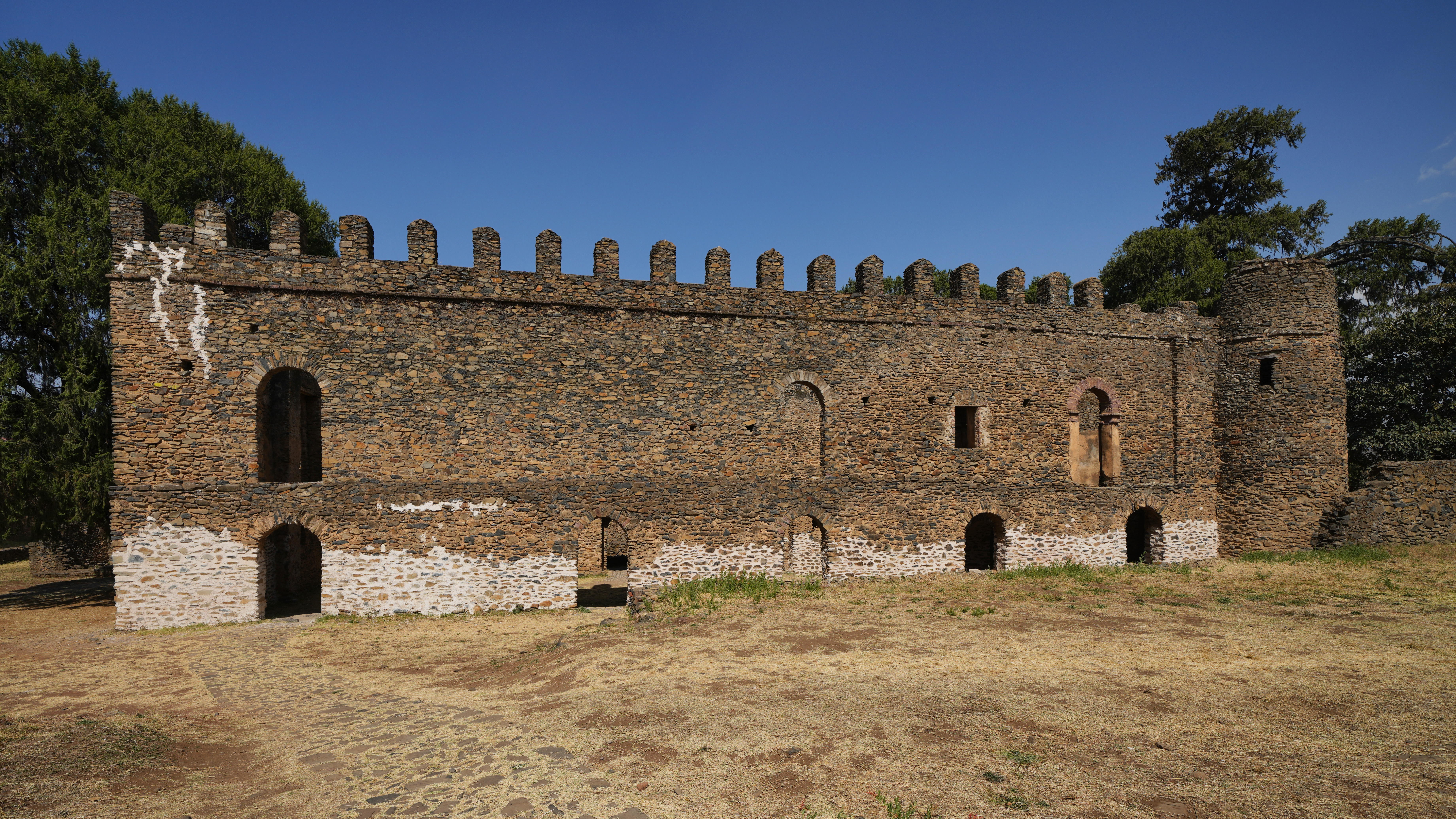
Дворец Бакаффа
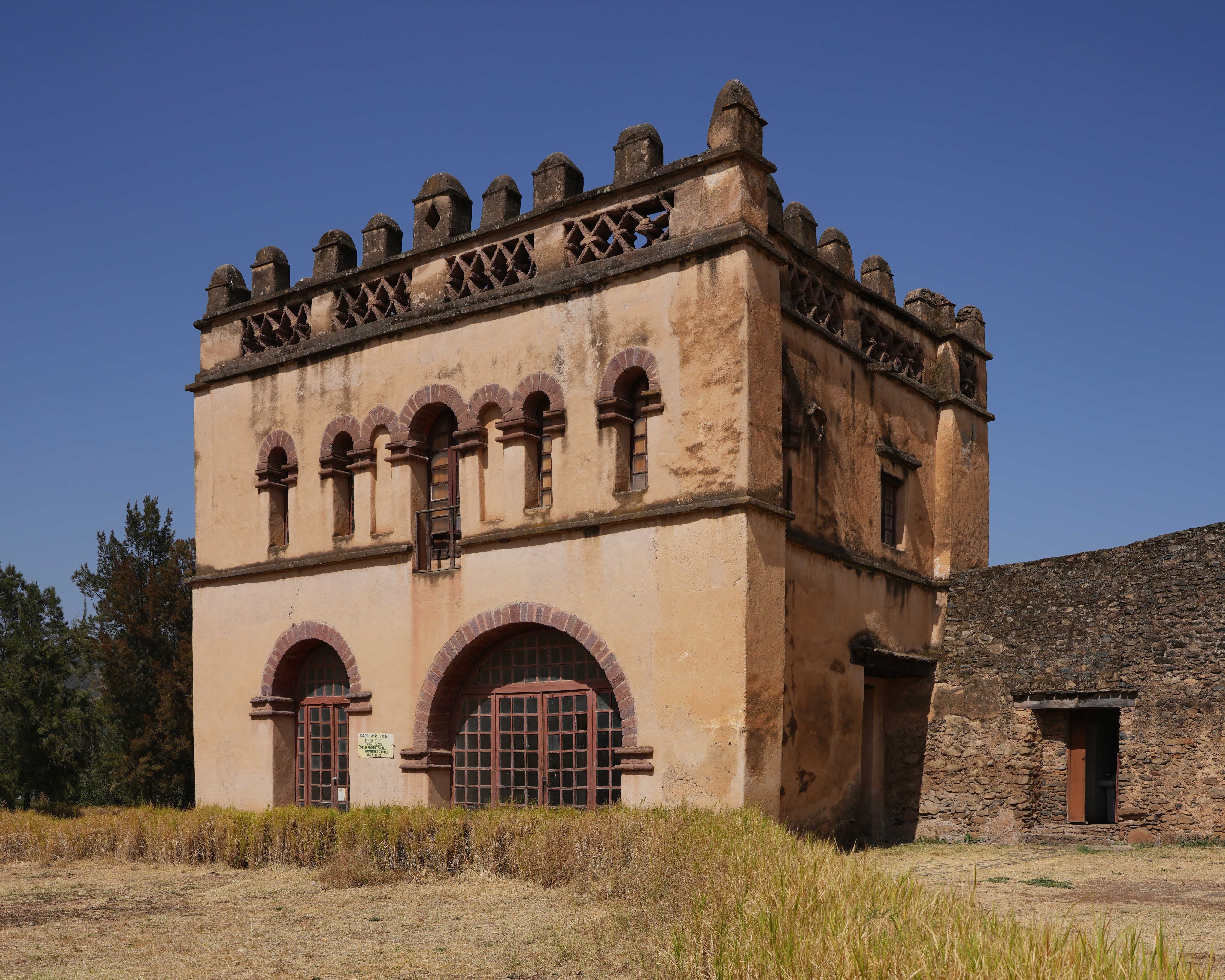
Императорская библиотека